# Crucifijo de Cimabue en Santa Cruz
El Crucifijo de Cimabue en Santa Cruz (c. 1265) es un gran crucifijo de madera, pintado al temple, atribuido al pintor y mosaiquista florentino Cimabue, uno de los dos grandes crucifijos que se le atribuyen. La obra fue encargada por los frailes franciscanos de la Basílica de la Santa Cruz y está construida a partir de una compleja disposición de cinco tableros de madera principales y ocho auxiliares. Es una de las primeras obras de arte italianas que rompe con el estilo bizantino medieval tardío y es famosa por sus innovaciones técnicas y su iconografía humanista.
El dorado y la monumentalidad de la cruz la vinculan a la tradición bizantina. La pose estática de Cristo refleja este estilo, mientras que la obra en general incorpora aspectos más nuevos y naturalistas. La obra presenta una representación realista y físicamente imponente de la pasión en el Calvario. Cristo se muestra casi desnudo: sus ojos están cerrados, su rostro sin vida y derrotado. Su cuerpo se desploma en una posición contorsionada por la agonía prolongada. Una representación gráfica del sufrimiento humano, la pintura tiene una importancia fundamental en la historia del arte y ha influido en pintores desde Miguel Ángel, Caravaggio y Velázquez hasta Francis Bacon.
La obra ha estado en la Basílica de la Santa Cruz en Florencia desde finales del siglo XIII, y en el Museo dell'Opera Santa Cruz desde su restauración tras la inundación del Arno en 1966. Permanece en mal estado a pesar de los esfuerzos de conservación.

## Comisión
Los dos crucifijos supervivientes de Cimabue fueron encargados por la orden franciscana. Fundado por Francisco de Asís, sus puntos de vista reformistas, religiosos y sociales tuvieron un profundo efecto en las artes visuales en el siglo posterior a su muerte. Hijo de un rico comerciante de telas, Francisco abandonó su herencia para dedicarse a la predicación cuando tenía veintitantos años. Veneró la pobreza y desarrolló un profundo aprecio por la belleza de la naturaleza. Las representaciones bizantinas tendían a mostrar a Cristo como invencible, incluso en la muerte. La imaginería basada en los ideales franciscanos del siglo XIII generalmente refuerza su veneración por la sencillez y el naturalismo, infundiendo a las pinturas los nuevos valores del humanismo.
La iglesia de la Santa Cruz fue la tercera que los franciscanos construyeron en el lugar. El primero se inició en 1295, y es donde probablemente colgaba el Crucifijo de Cimabue, dado su gran tamaño, sobre el biombo. Posteriormente se colocó en el crucero norte, en la sacristía y junto a la entrada en el flanco sur.

## Descripción
Cimabue logra un manejo magistral del color; Las iglesias medievales tendían a ser extremadamente coloridas, con frescos en las paredes, capiteles pintados y pinturas con pan de oro. Predominan las tonalidades pálidas, con el principal contraste en las zonas oscuras del cabello y la barba de Cristo, que se utilizan para resaltar más los rasgos de su rostro y posicionar su cabeza como punto focal.

### Crucifixión

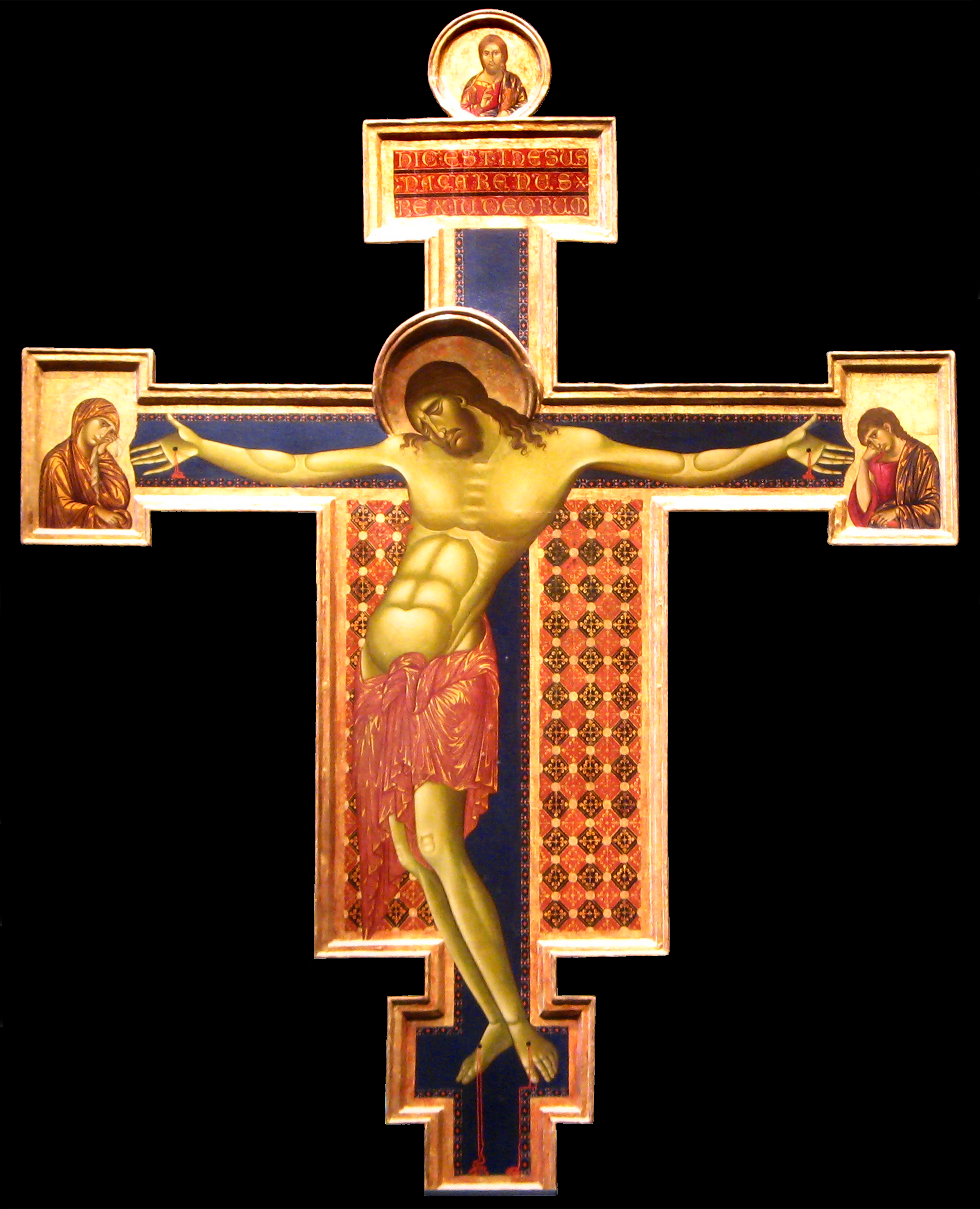
Crucifijo de Arezzo de Cimabue, c. 1268-1271. Este es el primero de los dos crucifijos que se le atribuyen.

En comparación con obras anteriores de este tipo, el cuerpo de Cristo es físicamente más corpóreo, representado como un objeto real, y su anatomía representada de forma más fiel. Sus manos y pies parecen extenderse más allá del espacio pictórico, que está delimitado por los bordes planos y coloreados de la cruz, compuesta a su vez por al menos seis tablas. Tanto su cuerpo como su nimbo semicircular están colocados en ángulos que se elevan hacia afuera y por encima del nivel de la cruz.
Su cuerpo se arquea, obligando a su torso a levantarse contra la cruz. La sangre brota de las heridas en sus manos mientras su cabeza cae hacia un lado por la fatiga y la realidad física de la muerte cercana. Su cuerpo está desnudo con excepción de un taparrabos transparente y transparente que apenas cubre sus muslos y nalgas. La elección de un taparrabos blanco, similar a un velo, dramáticamente más modesto que la prenda roja en el trabajo de Arezzo, puede estar influenciada por crucifixiones anteriores de Giunta Pisano. Su desnudez resalta su vulnerabilidad y sufrimiento. Parece influenciado por una Meditación franciscana sobre Cristo del siglo XIII que enfatizaba el patetismo y el interés humano en el sufrimiento de la Pasión; "Aparta tus ojos de Su divinidad por un momento y considéralo puramente como un hombre".

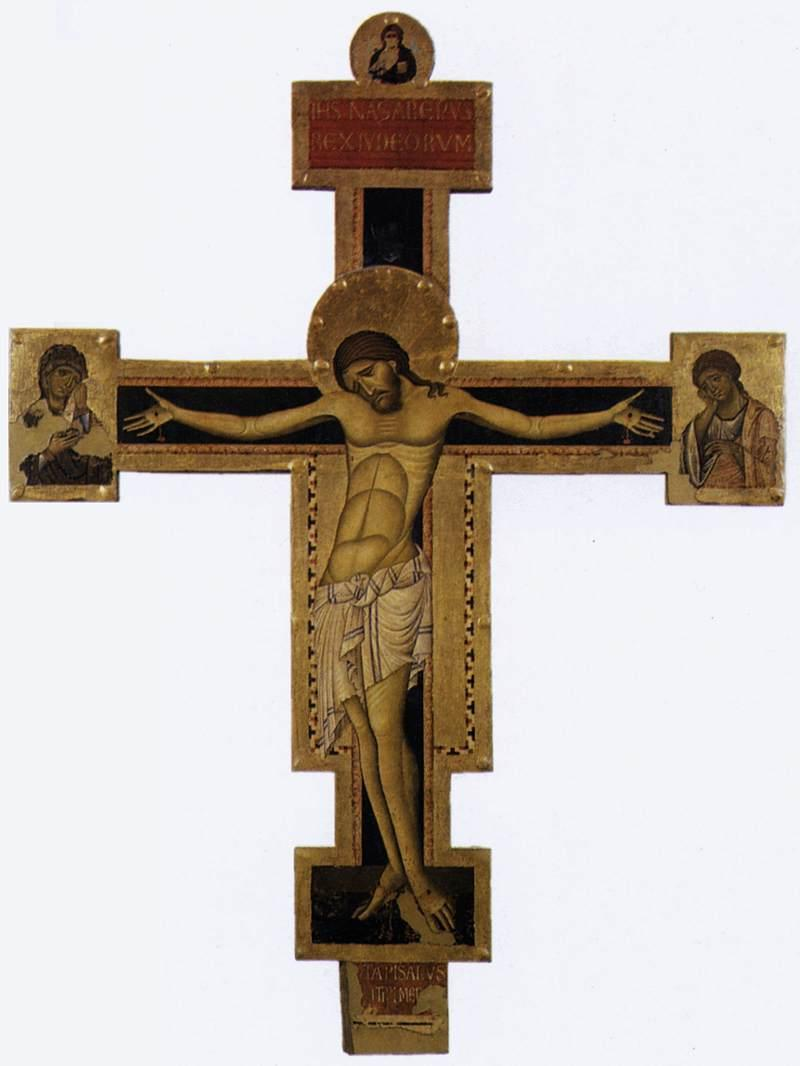
Giunta Pisano, Crucifijo, témpera sobre madera, 1240s. Basílica Papal de Santa María de los Ángeles en Asís

Sus ojos están abiertos, y su piel está impecable. La cruz está pintada con pintura azul intenso, tal vez evocando un cielo eterno o atemporal. Esta evocación, no presente en la figura principal del crucificado, fue conocida como Christus Trumpans ("Cristo triunfante"), y para los contemporáneos (especialmente los franciscanos) el gusto carecía de verosimilitud, ya que guardaba poca relación con el sufrimiento real que probablemente se sufrió durante una crucifixión, y distanció demasiado el aspecto divino del humano de Cristo. Aproximadamente desde 1240, los pintores favorecieron el estilo Christus patiens ("Cristo sufriente"): un salvador que compartió la carga y el dolor de la humanidad. El Crucifijo de la Santa Cruz es uno de los ejemplos más antiguos y conocidos de este tipo.
La obra supera el Crucifijo de Arezzo de 1268 de varias maneras. Es más humano y menos dependiente de tipos faciales idealizados, y la anatomía es más convincente. El rostro de Cristo es más largo y estrecho, y su nariz menos idealizada. Estas características, según el historiador de arte Robert Gibbs, le dan "una expresión más tosca pero más personal". Se adopta un enfoque similar con la tela en el fondo de la cruz misma, que aunque está muy ornamentada, carece de la lujosa ornamentación de la tela equivalente en la cruz de Arezzo.
Su cabeza cuelga por el agotamiento, y sus manos sangran por las heridas punzantes sufridas durante su clavado en la cruz. Sus brazos están colocados más arriba de su cabeza y se esfuerzan por soportar el peso de su cuerpo, que se desploma visiblemente. Su cuerpo adquiere una curva dramática, casi femenina, resultado de las contorsiones impuestas a un cuerpo clavado a un soporte vertical.
La pintura contiene elementos típicos de las representaciones de Cristo de Cimabue, incluido el ilusionismo de los pliegues de las cortinas, el gran halo, el cabello largo y suelto, rostros oscuros y angulosos y expresiones dramáticas. Pero en otros aspectos se ajusta a la entonces estricta iconografía del siglo XIII. Típico de las representaciones del Cristo crucificado de esta época, con sus brazos extendidos es tan ancho como largo, conforme a los ideales predominantes de proporciones.

### Santos
Las representaciones de la Virgen y Juan Evangelista flanquean a Cristo en pequeños paneles rectangulares a cada extremo de sus brazos extendidos. Ambos son de piel oscura y tienen expresiones de agonía y tristeza mientras descansan la cabeza sobre las manos y miran hacia adentro, hacia Cristo. De acuerdo con la idea franciscana, el dorado que rodea a los santos de luto se mantiene al mínimo. El tamaño y las posiciones de las figuras se reducen en comparación con la iconografía bizantina habitual para mantener el foco único en la pasión de Cristo.
Sus mantos son más sencillos y carecen del lujoso dorado de la crucifixión de Arezzo. La Virgen lleva un vestido rojo. Su túnica era originalmente azul, pero se ha oscurecido.

## Estructura
El crucifijo mide 448 cm x 390 cm y consta de cinco componentes físicos básicos; un tablero vertical que llega desde la base hasta el cimacio sobre el que está clavado Cristo, dos crucetas horizontales y dos piezas verticales a modo de delantal adyacentes al tablero central. Hay otras ocho piezas menores; en su mayoría terminales, bases o dispositivos de encuadre. La estructura está reforzada por dos listones verticales de cuerpo entero. Los brazos cruzados horizontales se extienden por todo el ancho de su cuerpo extendido y están ranurados en las crestas de los soportes verticales. Los carpinteros habrían cortado y arreglado la madera antes de que Cimabue aplicara su diseño y pintura.
Sus dimensiones son muy simétricas y proporcionadas, probablemente influenciadas por los ideales geométricos, las proporciones y las reglas de diseño de los antiguos griegos. El equilibrio de las medidas, especialmente entre el ancho y el alto de la cruz, parecen derivarse de los lados y diagonales de cuadrados y rectángulos dinámicos. Sin embargo, Cimabue no fue rígido en su ubicación y, para adaptarse al balanceo del cuerpo de Cristo, modificó la ubicación de algunas de las tablas en la mitad inferior.

## Atribución
Debido a la falta de documentación sobreviviente, es difícil atribuir obras sin firmar de la época con algún grado de certeza. A menudo se ha cuestionado el origen del Crucifijo, pero generalmente se cree que es Cimabue basado en rasgos estilísticos y menciones tanto de Vasari como de Nicolò Albertini. Es relativamente primitivo en comparación con sus obras de la década de 1290 y, por lo tanto, se cree que data de su período inicial. Según Vasari, el éxito del crucifijo condujo a los encargos en Pisa, que establecieron su reputación.
Rechazando estos puntos de vista, Joseph Archer Crowe y Giovanni Battista Cavalcaselle en 1903 concluyeron que el crucifijo de la Santa Cruz "en un examen técnico... se acerca un poco al maestro florentino, pero es más de su época que del maestro mismo".

## Daño de 1966  y restauración

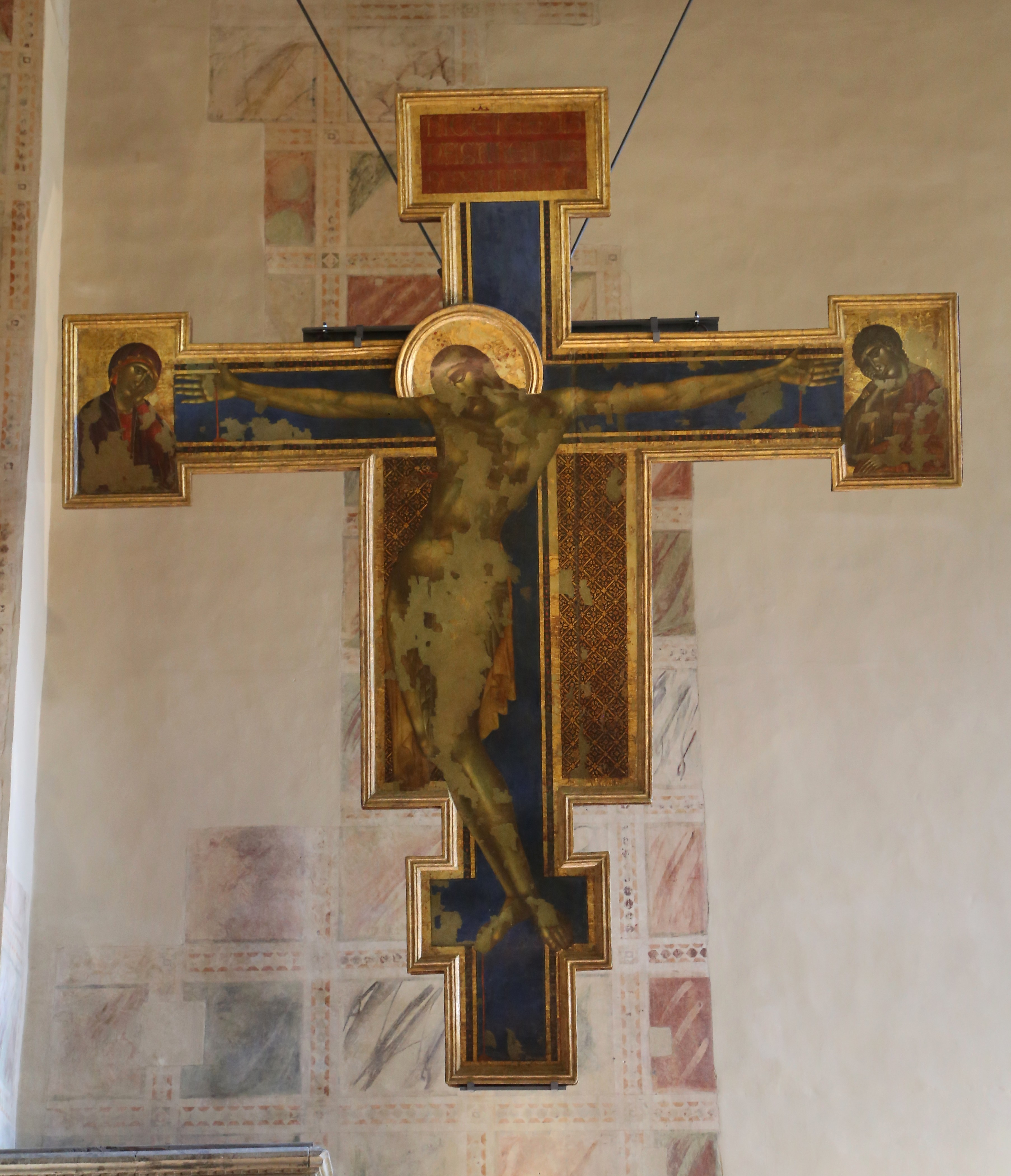
El estado actual del Crucifijo, después de los daños y la restauración de la inundación.

El crucifijo se instaló en la iglesia de la Santa Cruz a finales del siglo XIII. La iglesia se inundó en 1333 y 1557, pero solo experimentó graves daños por inundación en 1966 cuando las orillas del río Arno se desbordaron e inundaron Florencia. Durante el evento, miles de obras de arte fueron dañadas o destruidas y el Crucifijo perdió el 60% de su pintura. En 1966 volvió a exhibirse en la parte inferior del Museo dell'Opera, que se encuentra a una altura más baja y más cerca de la línea de flotación que la iglesia de la Santa Cruz, donde había estado ubicada durante inundaciones anteriores. El nivel del agua alcanzó la altura del halo de Cristo y tomó grandes extensiones de pintura cuando se retiró. El agua depositó aceite, lodo y nafta en el marco de madera, que se hinchó aún más por el remojo, obligando al panel a expandirse y doblarse, agrietando la pintura.

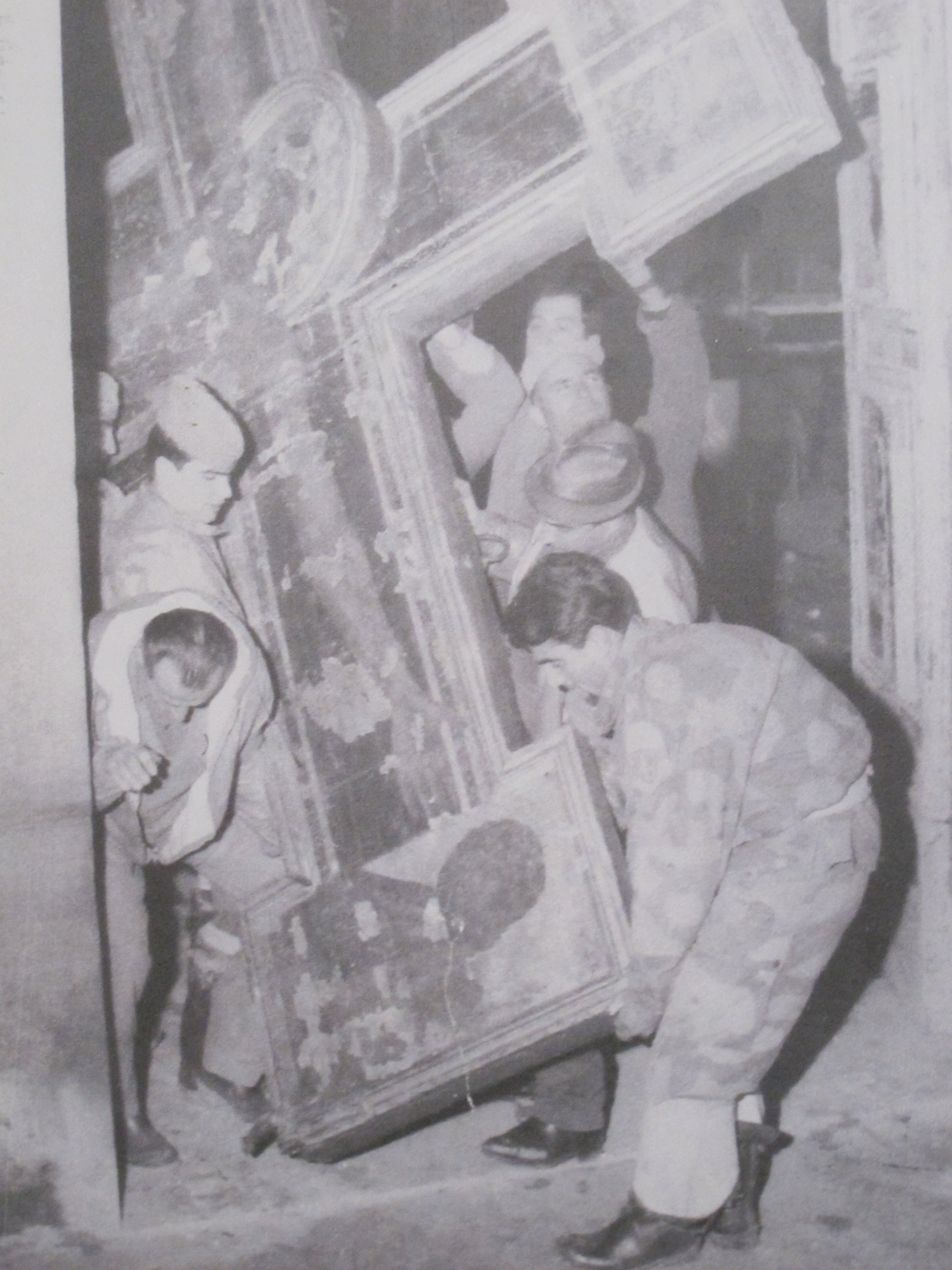
Rescatando la cruz de la inundación de 1966

Un equipo de restauradores dirigido por los conservadores Umberto Baldini y Ornella Casazza en el "Laboratario del Restauro" en Florencia pasó diez años volviendo a aplicar pintura. Utilizando modelos informáticos, trabajaron de una manera casi puntillista. Las diminutas motas de pigmento que flotaban alrededor de la pieza fueron recuperadas con pinzas por personal que vadeaba el agua después de que los torrentes se calmaron. El marco de madera se había debilitado significativamente y fue necesario separarlo tanto del yeso como del lienzo para evitar que se doblara cuando se secara la pintura que se había vuelto a aplicar. El Crucifijo se volvió a exhibir públicamente en 1976. La restauración fue cubierta por la prensa internacional.
Desde la restauración, la obra se ha prestado a galerías fuera de Italia, la primera vez que salía de Florencia desde su creación. Según el crítico Waldemar Januszczak, se llevó "por todo el mundo en un curioso estado posterior a la restauración: en parte obra de arte original, en parte obra maestra de la ciencia moderna... un híbrido del siglo XIII y el siglo XX".